# Edward FitzGerald (homme politique)
Pour les articles homonymes, voir Edward FitzGerald et FitzGerald.
Edward FitzGerald (15 octobre 1763, près de Dublin – 4 juin 1798), fils de James FitzGerald, 1erduc de Leinster, et d'Emily Lennox, fille du duc de Richmond et nièce d'Henry Fox. 

## Biographie
Il embrasse d'abord la carrière des armes et combat dans la Guerre d'indépendance des États-Unis: mais en 1790, il quitte le service et vient prendre place au parlement d'Irlande. 
Dès que la Révolution française ait éclaté, Fitz-Gérald en adopte les principes et se rend en 1793 à Paris; il y épouse la belle Pamela Brûlart de Sillery, fille, disait-on, du duc d'Orléans, Louis Philippe, et de Madame de Genlis. 
De retour en Irlande, Fitz-Gérald veut affranchir son pays ; il détermine le Directoire à lui fournir une flotte et des troupes (1796) et tente un débarquement; mais il échoue, est trahi, livré, et condamné à mort par la cour du banc du roi.
Il meurt de ses blessures avant le supplice (4 juin 1798). 
Thomas Moore a écrit sa Vie, Londres, 1831.